# 5608-as mellékút (Magyarország)
Az 5608-as mellékút egy majdnem pontosan 19 kilométeres hosszúságú, négy számjegyű mellékút Baranya vármegye keleti részén; Szederkénytól húzódik Pécsváradig, a két település közt fekvő kisebb községek feltárásával.

## Nyomvonala
Szederkény központjának keleti részében ágazik ki az 57-es főútból, annak a 17+600-as kilométerszelvénye közelében. Észak felé indul, Kossuth Lajos utca néven, és alig több, mint 600 méter után ki is lép a település lakott területei közül. Majdnem pontosan a második kilométerénél lép át a következő település, Máriakéménd határai közé, a községet 3,3 kilométer után éri el, belterületén előbb a Széchenyi tér, majd a Rákóczi Ferenc utca nevet viseli. 4,5 kilométer után már külterületek közt jár, de még csak ezután éri el Máriakéménd fő nevezetességét, a búcsújáró helyként számontartott, Nagyboldogasszony nevére szentelt templomát, mely az út 5+150-es kilométerszelvénye közelében helyezkedik el.
5,9 kilométer után az út Kátoly határai közé ér, de e község lakott területeit nem érinti, oda csak az 56 117-es számú mellékút vezet be, amely a 7+350-es kilométerszelvényénél ágazik ki belőle, nyugati irányban. 8,5 kilométer után már Szellő területén folytatódik, ebben a faluban nagyjából a kilencedik és tizedik kilométerei között húzódik végig, a Fő utca nevet viselve.
Erzsébet a következő települése, aminek határát 10,9 kilométer után lépi át, a falu első házait bő fél kilométerrel arrébb éri el, települési neve ott szintén Fő utca. A központban, 12,3 kilométer után beletorkollik kelet felől, Kékesd irányából az 5616-os út, a keresztezés után nyugatabbi irányba fordul. A 13. kilométere közelében lép ki a belterületről, 15,2 kilométer megtétele után pedig átlép Pécsvárad határai közé. Néhány kilométerrel ezután véget is ér, beletorkollva a 6-os főútba, annak a 178+750-es kilométerszelvénye közelében. Egyenes folytatása a 65 185-ös számú mellékút, mely a város központjáig vezet.
Teljes hossza, az országos közutak térképes nyilvántartását szolgáló kira.gov.hu adatbázisa szerint 18,988 kilométer.

## Története
1934-ben a kereskedelem- és közlekedésügyi miniszter 70 846/1934. számú rendelete harmadrendű főúttá nyilvánította, a Pécsvárad-Magyarbóly közti 633-as főút részeként.

## Települések az út mentén
- Szederkény
- Máriakéménd
- (Kátoly)
- Szellő
- Erzsébet
- Pécsvárad